# Haltérophilie aux Jeux olympiques d'été de 2016 - Moins de 63 kg femmes
Navigation
Londres 2012 Tokyo 2020
L'épreuve des moins de 63 kg en haltérophilie des Jeux olympiques d'été de 2016 a lieu le 9 août 2016 au Riocentro de Rio de Janeiro.

## Programme
Heure de Rio (UTC−03:00)
| Date        | Horaire | Épreuve  |
| ----------- | ------- | -------- |
| 9 août 2016 | 12 h 30 | Groupe B |
| 9 août 2016 | 15 h 30 | Groupe A |

## Médaillées
| Or       | Argent       | Bronze           |
| Deng Wei | Choe Hyo-sim | Karina Goricheva |

## Records
Avant la compétition, les records du monde et olympiques sont les suivants.
| Record du monde  | Arraché     | Svetlana Tsarukayeva (RUS) | 117 kg | Paris, France         | 8 novembre 2011   |
| Record du monde  | Épaulé-jeté | Deng Wei (CHN)             | 146 kg | Houston, États-Unis   | 25 novembre 2015  |
| Record du monde  | Total       | Lin Tzu-chi (TPE)          | 261 kg | Incheon, Corée du sud | 23 septembre 2014 |
| Record olympique | Arraché     | Hanna Batsiushka (BLR)     | 115 kg | Athènes, Grèce        | 18 août 2004      |
| Record olympique | Épaulé-jeté | Nataliya Skakun (UKR)      | 135 kg | Athènes, Grèce        | 18 août 2004      |
| Record olympique | Total       | Maiya Maneza (KAZ)         | 245 kg | Londres, Royaume-Uni  | 31 juillet 2012   |

## Résultats
|  | Record du monde |

| Rang                                | Athlète               | Nation        | Groupe | Poids de l’athlète | Arraché (kg) | Arraché (kg) | Arraché (kg) | Arraché (kg) | Épaulé-jeté (kg) | Épaulé-jeté (kg) | Épaulé-jeté (kg) | Épaulé-jeté (kg) | Total |
| Rang                                | Athlète               | Nation        | Groupe | Poids de l’athlète | 1            | 2            | 3            | Résultat     | 1                | 2                | 3                | Résultat         | Total |
| ----------------------------------- | --------------------- | ------------- | ------ | ------------------ | ------------ | ------------ | ------------ | ------------ | ---------------- | ---------------- | ---------------- | ---------------- | ----- |
| Médaille d'or, Jeux olympiques      | Deng Wei              | Chine         | A      | 62.34              | 108          | 112          | 115          | 115          | 138              | 147              | –                | 147              | 262   |
| Médaille d'argent, Jeux olympiques  | Choe Hyo-sim          | Corée du Nord | A      | 62.17              | 105          | 109          | 111          | 105          | 135              | 138              | 143              | 143              | 248   |
| Médaille de bronze, Jeux olympiques | Karina Goricheva      | Kazakhstan    | A      | 62.66              | 107          | 107          | 111          | 111          | 132              | 137              | 137              | 132              | 243   |
| 4                                   | Mercedes Pérez (en)   | Colombie      | A      | 62.74              | 100          | 104          | 104          | 104          | 125              | 130              | 137              | 130              | 234   |
| 5                                   | Eva Gurrola (en)      | Mexique       | A      | 62.60              | 97           | 100          | 100          | 100          | 120              | 125              | 125              | 120              | 220   |
| 6                                   | Giorgia Bordignon     | Italie        | A      | 62.75              | 94           | 98           | 98           | 98           | 115              | 119              | 123              | 119              | 217   |
| 7                                   | Esraa El-Sayed        | Égypte        | B      | 61.98              | 93           | 97           | 100          | 100          | 112              | 116              | 118              | 116              | 216   |
| 8                                   | Marina Rodríguez (en) | Cuba          | B      | 62.20              | 87           | 91           | 94           | 94           | 117              | 121              | 123              | 121              | 215   |
| 9                                   | Namika Matsumoto (en) | Japon         | B      | 62.86              | 90           | 94           | 95           | 90           | 107              | 111              | 115              | 115              | 205   |
| 10                                  | Anni Vuohijoki        | Finlande      | B      | 62.26              | 85           | 88           | 89           | 85           | 104              | 107              | 113              | 107              | 192   |
| 11                                  | Joana Palacios (en)   | Argentine     | B      | 62.95              | 80           | 83           | 86           | 83           | 101              | 102              | 107              | 107              | 190   |
| 12                                  | Elisa Ravololoniaina  | Madagascar    | B      | 61.91              | 75           | 80           | 85           | 85           | 95               | 100              | 100              | 100              | 185   |
| 13                                  | Mehtap Kurnaz (en)    | Turquie       | B      | 62.16              | 78           | 81           | 83           | 81           | 100              | 103              | 105              | 100              | 181   |
| –                                   | Siripuch Gulnoi (en)  | Thaïlande     | A      | 62.56              | 105          | 108          | 110          | 108          | 132              | 132              | 132              | –                | –     |

## Nouveaux records
| Épaulé-jeté | 138 kg | Deng Wei (CHN)     | Record olympique                  |
| Total       | 253 kg | Deng Wei (CHN)     | Record olympique                  |
| Épaulé-jeté | 143 kg | Choe Hyo-sim (PRK) | Record olympique                  |
| Épaulé-jeté | 147 kg | Deng Wei (CHN)     | Record olympique, record du monde |
| Total       | 262 kg | Deng Wei (CHN)     | Record olympique, record du monde |